# 남편의 못생긴 애인
《남편의 못생긴 애인》은 1999년 1월 11일에 MBC에서 방영한 베스트극장이다.

## 줄거리
가정에 무척이나 헌신적이면서 잡지사 편집팀장으로 일하는 맹렬 커리어우먼을 아내로 둔 30대 회사 과장은 아내에게 차마 돈 얘기를 할 수 없었기에 아내에게는 말하지 않은 채로 푸근하고 마음 편한 '애인'에게 평소 조언과 위로를 구해 왔던 처지였다. 남편의 '애인'이 궁금해진 아내는 남편에게 과장 승진턱으로 회사 동료 들을 집으로 초대해 식사를 대접하자고 제의한다.

## 등장 인물

### 주요 인물
- 강남길 : 김정도 역
- 박순천 : 정도의 아내 역
- 양희경 : 정 팀장 역 - 정도의 직장 동료
- 김선아 : 현주 역 - 정도의 직장 동료

### 주변 인물
- 홍승옥 : 정도의 어머니 역
- 최재형 : 정도의 동생 역
- 김승현
- 손민우
- 황진영
- 윤만용
- 김윤중
- 박형선 : 잡지사 이 기자 역
- 이재훈
- 박미영
- 윤현정
- 권인선
- 서지연
- 최세환
- 박은형 : 다영 역

### 그 외 인물
- 최영미
- 함신영
- 이송이
- 허성수
- 송일국
- 홍은희
- 장우승
- 정대열
- 김용희
- 김아영
- 박정은
- 서령
- 이지은
- 정인호
- 김나영
- 문지원